# Bataille d'Aizu
 (décembre 2010).
Si vous disposez d'ouvrages ou d'articles de référence ou si vous connaissez des sites web de qualité traitant du thème abordé ici, merci de compléter l'article en donnant les références utiles à sa vérifiabilité et en les liant à la section « Notes et références ».
Guerre de Boshin
La bataille d'Aizu (会津戦争, littéralement « guerre d'Aizu ») est une bataille de la guerre de Boshin qui s'est déroulée dans le nord du Japon en automne 1868.

## Origines
Aizu était connu pour ses compétences militaires, et entretenait, à un moment donné, une armée de plus de 5 000 hommes. Celle-ci a été souvent utilisée pour les opérations de sécurité dans le nord du pays, vers le sud de Sakhaline. En outre, après l'arrivée du commodore Perry, Aizu fut très présent dans les opérations de sécurité autour de la baie d'Edo.
Pendant le mandat du seigneur Katamori Matsudaira de la neuvième génération, le domaine a déployé beaucoup de ses troupes à Kyoto, où Katamori a servi de Kyoto Shugoshoku. Opérant sous les ordres du Shogunat, ils ont également servi en tant que premiers superviseurs en chef officiels du Shinsen Gumi. Gagnant l'hostilité du domaine de Chōshū, et s'aliénant son allié, le Domaine de Satsuma, Katamori se retira avec le shogun Yoshinobu Tokugawa en 1868.

## Déroulement
Lorsque l'alliance Satsuma-Chōshū appela à punir Katamori et Aizu pour être des « ennemis de la cour », Katamori essaya d'obtenir le pardon mais prit finalement les armes en 1868, pendant la guerre de Boshin. Bien que les forces d'Aizu aient combattu dans le cadre de la Ōuetsu Reppan Dōmei, elles ont finalement été abandonnées (après la défaite de la bataille de la passe de Bonari) par les forces de l'ancien Bakufu commandées par Keisuke Otori. Aizu, désormais seul, a été assiégé dans son château de Tsuruga, siège du domaine d'Aizu, en octobre 1868. Le siège dura un mois.
Le Byakkotai (« compagnie du Tigre Blanc »), un groupe de jeunes, principalement d'adolescents, samouraïs, se fit seppuku (une forme de suicide rituel) sur le mont Iimori surplombant le château : après avoir vu de la fumée provenant de la ville en feu située entre eux et le château, ils ont faussement supposé que le château était tombé. Leur histoire est connue par le témoignage du seul qui n'a pas réussi son suicide : Sadakichi Iinuma.
Un reste du Shinsen Gumi, une unité qui avait aidé Aizu à Kyoto, était présent à la bataille, sous le commandement de Saito Hajime.
Après un mois de siège, les officiers d'Aizu étaient d'accord pour se rendre et le firent savoir par l'intermédiaire de leur voisin, le domaine de Yonezawa. Peu après, Katamori Matsudaira, son fils Nobunori Matsudaira et plusieurs serviteurs, sont arrivés devant les commandants impériaux en personne et ont offert leur reddition sans condition. La population samouraï a été envoyée dans des camps de prisonniers de guerre et le domaine d'Aizu, qui existait depuis le milieu du XVIIe siècle, a été dissous.

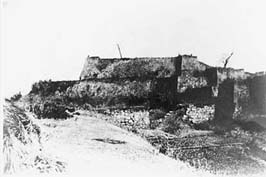
Le château de Shirakawa-Komine détruit pendant la bataille d'Aizu.
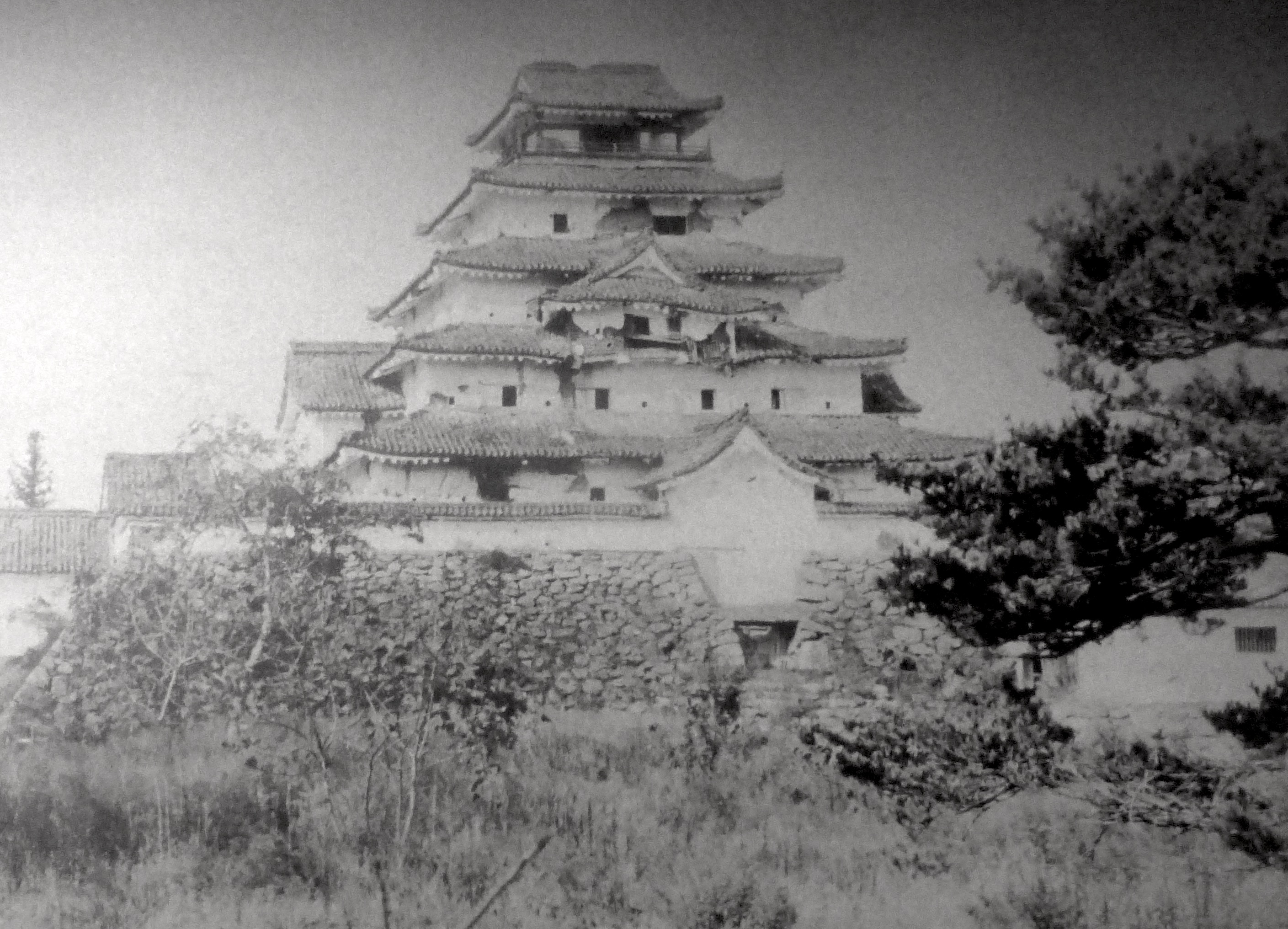
Le château d'Aizuwakamatsu endommagé après la bataille d'Aizu.
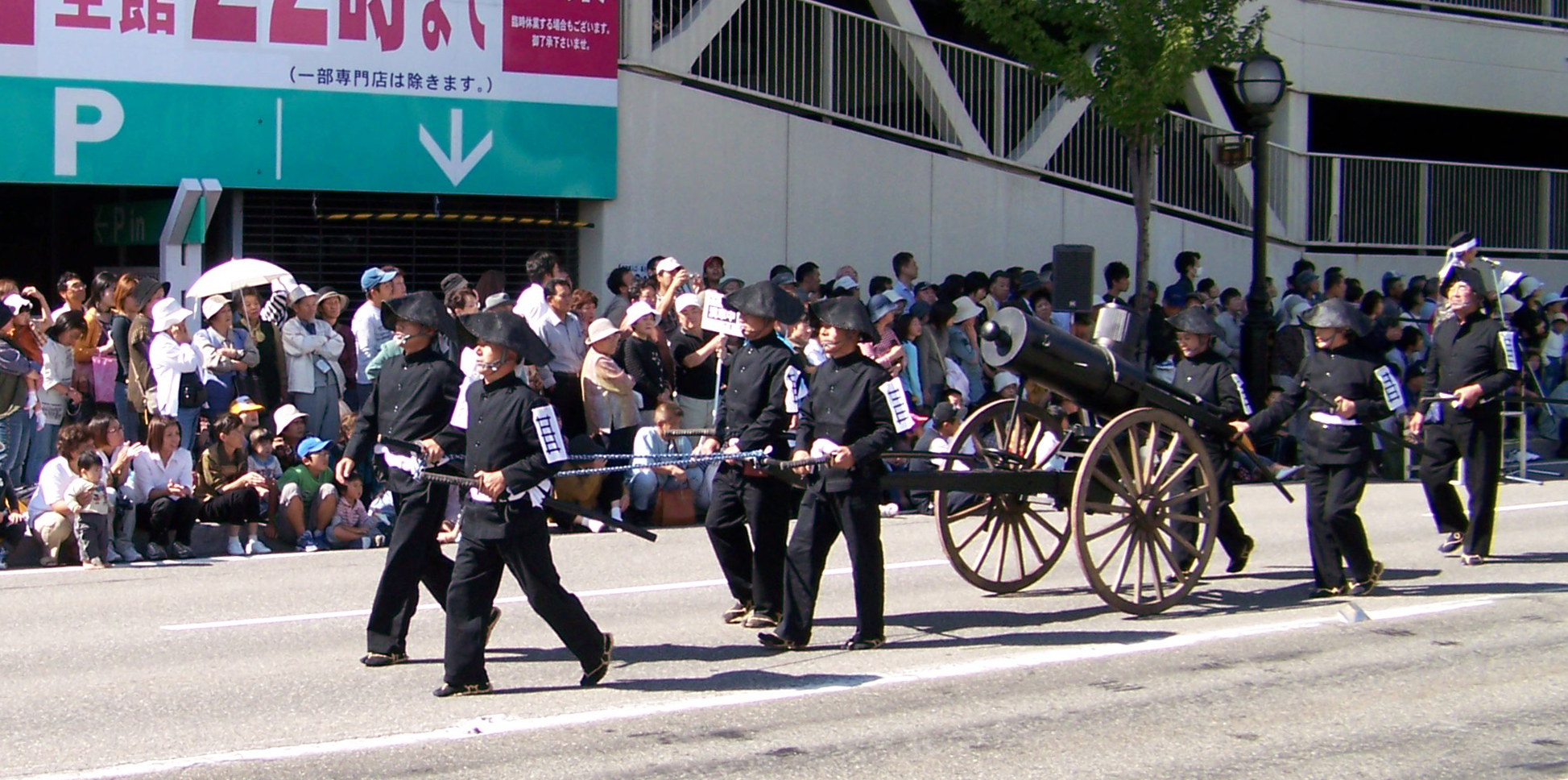
Reconstitution des mitrailleurs d'Aizu pendant la guerre de Boshin.
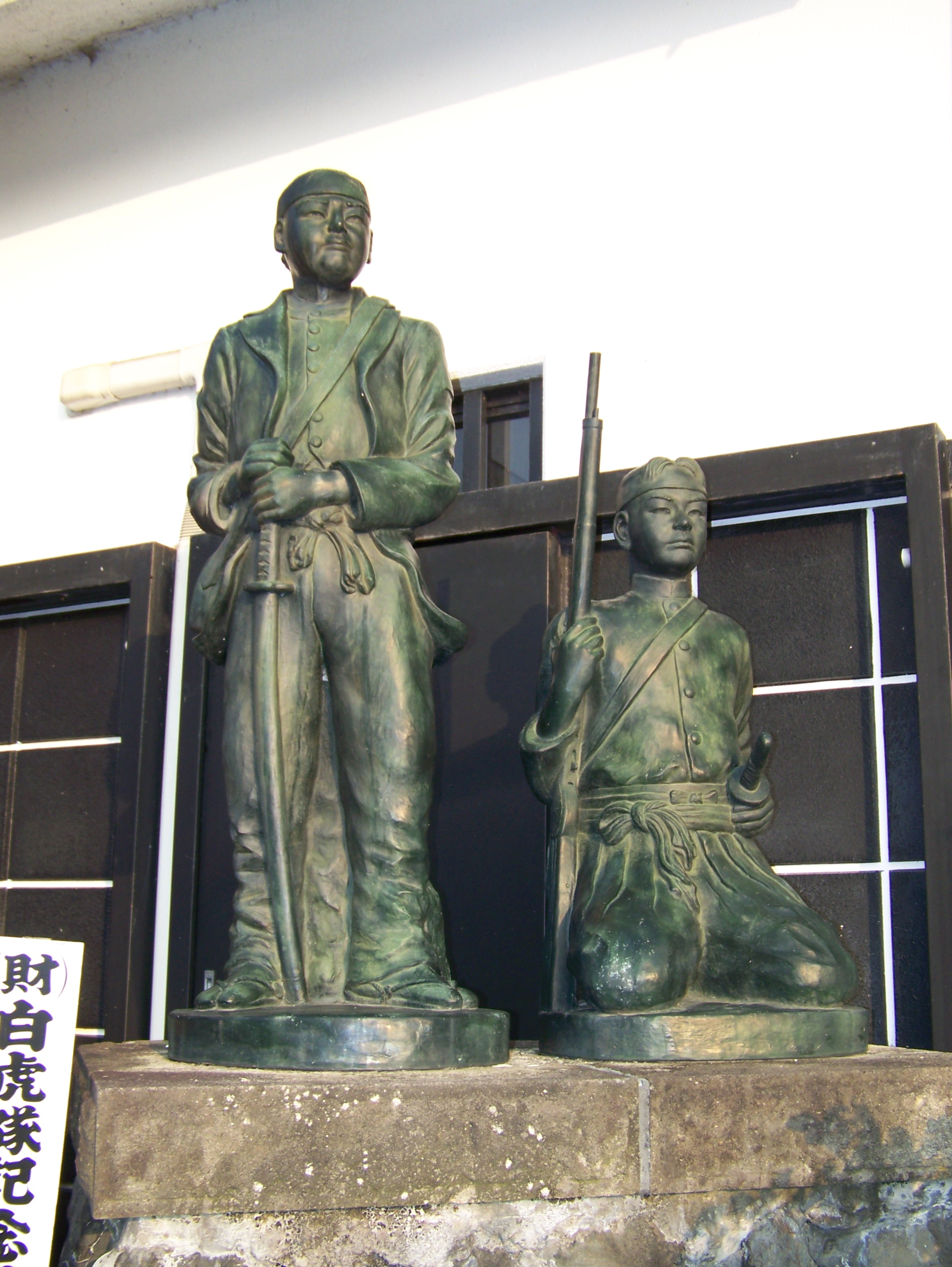
Guerriers du Byakkotai.
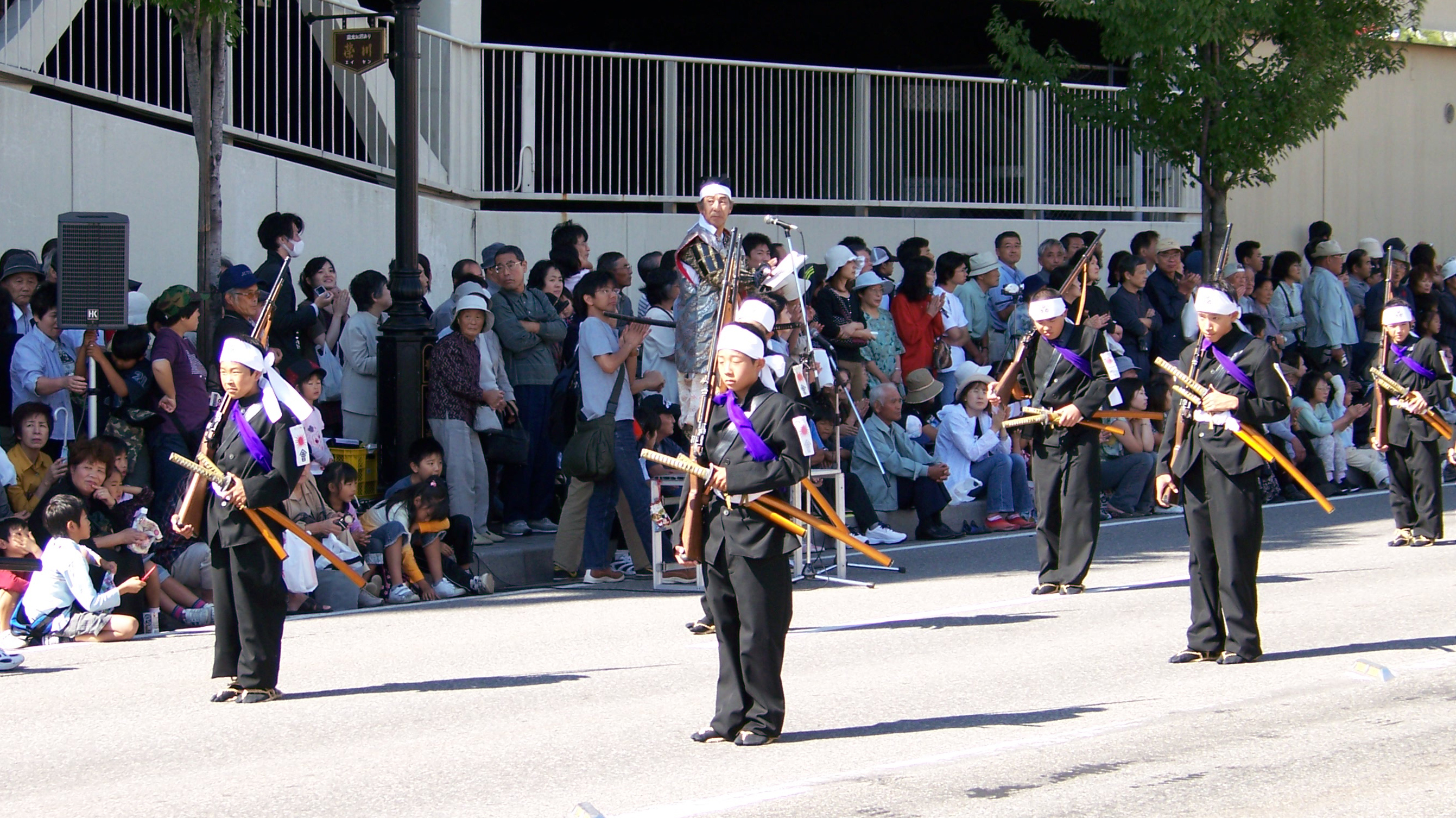
Reconstitution de jeunes guerriers d'Aizu pendant la guerre de Boshin.

## Source de la traduction
- (en) Cet article est partiellement ou en totalité issu de l’article de Wikipédia en anglais intitulé « Battle of Aizu » (voir la liste des auteurs).